# Paweł Cibicki
Paweł Cibicki (Malmö, 9 januari 1994) is een Zweeds-Pools voetballer die doorgaans als aanvaller speelt.

## Carrière
Paweł Cibicki speelde in de jeugd van Nydala IF, FC Malmö en Malmö FF, waar hij in 2013 de overstap maakte naar het eerste elftal. Hij debuteerde voor Malmö op 10 maart 2013, in de met 0-2 gewonnen bekerwedstrijd tegen IK Frej. Hij speelde tot 2017, met uitzondering van een verhuurperiode van een jaar aan Jönköpings Södra IF, voor Malmö, waar hij drie keer kampioen van Zweden werd. In 2017 vertrok hij naar het Engelse Leeds United AFC, waar hij zeven wedstrijden in de Championship speelde alvorens hij aan het Noorse Molde FK werd verhuurd. Na een verhuurperiode van een half jaar aan IF Elfsborg, wordt hij in het seizoen 2019/20 door Leeds aan ADO Den Haag verhuurd. In januari 2020 werd de huur vroegtijdig beëindigd en werd Cibicki door Leeds United verkocht aan Pogoń Szczecin.

## Matchfixing
In december 2020 werd Cibicki in Zweden aangeklaagd voor matchfixing. Hierop werd hij door Pogoń Szczecin op non-actief gesteld. Cibicki bleek in juni 2019 als speler van Elfsborg opzettelijk een gele kaart gepakt te hebben in de 60e minuut van het competitieduel met Kalmar FF. Hierop was flink ingezet bij gokbedrijven. Nadat hij eerder alleen een voorwaardelijke straf kreeg, werd hij in december 2021 door het Zweedse gerechtshof voor vier jaar geschorst. De FIFA nam deze straf over en zijn club ontsloeg hem. Cibicki gaf in een podcast toe al sinds zijn achttiende met een gokverslaving te kampen en miljoenen Zweedse Kronen verspeeld te hebben. Een beroep van de speler tegen zijn schorsing werd afgewezen.

### Statistieken
| Seizoen                       | Club                  | Land           | Competitie     | Competitie | Competitie | Beker | Beker | Internationaal | Internationaal | Overig | Overig | Totaal | Totaal |
| Seizoen                       | Club                  | Land           | Competitie     | Wed.       | Dlp.       | Wed.  | Dlp.  | Wed.           | Dlp.           | Wed.   | Dlp.   | Wed.   | Dlp.   |
| ----------------------------- | --------------------- | -------------- | -------------- | ---------- | ---------- | ----- | ----- | -------------- | -------------- | ------ | ------ | ------ | ------ |
| 2013                          | Malmö FF              | Zweden         | Allsvenskan    | 7          | 0          | 3     | 1     | 4              | 0              | 0      | 0      | 14     | 1      |
| 2014                          | Malmö FF              | Zweden         | Allsvenskan    | 21         | 3          | 3     | 0     | 7              | 0              | 1      | 0      | 32     | 3      |
| 2015                          | Malmö FF              | Zweden         | Allsvenskan    | 9          | 3          | 4     | 0     | 1              | 0              | –      | –      | 14     | 3      |
| 2016                          | → Jönköpings Södra IF | Zweden         | Allsvenskan    | 26         | 10         | 3     | 0     | –              | –              | –      | –      | 29     | 10     |
| 2017                          | Malmö FF              | Zweden         | Allsvenskan    | 20         | 5          | 1     | 0     | 1              | 0              | –      | –      | 22     | 5      |
| 2017/18                       | Leeds United AFC      | Engeland       | Championship   | 7          | 0          | 1     | 0     | –              | –              | 2      | 0      | 10     | 0      |
| 2018                          | → Molde FK            | Noorwegen      | Eliteserien    | 13         | 3          | 0     | 0     | 5              | 0              | –      | –      | 18     | 3      |
| 2019                          | → IF Elfsborg         | Zweden         | Allsvenskan    | 14         | 5          | 3     | 1     | –              | –              | –      | –      | 17     | 6      |
| 2019/20                       | → ADO Den Haag        | Nederland      | Eredivisie     | 3          | 0          | 1     | 0     | –              | –              | –      | –      | 4      | 0      |
| Carrièretotaal                | Carrièretotaal        | Carrièretotaal | Carrièretotaal | 120        | 29         | 19    | 2     | 18             | 0              | 3      | 0      | 160    | 31     |
| Bijgewerkt op 13 januari 2020 |                       |                |                |            |            |       |       |                |                |        |        |        |        |